# James Dungey

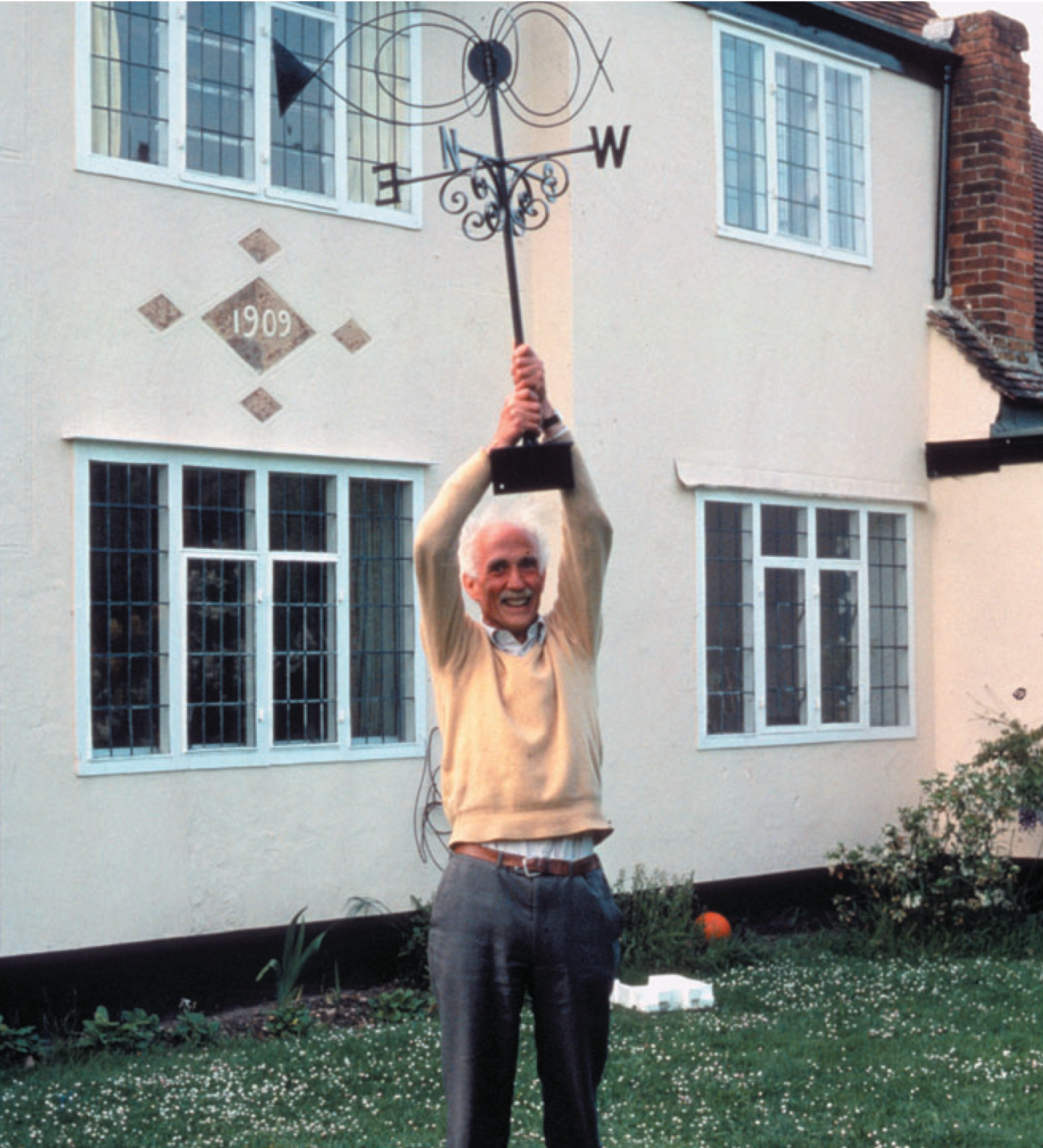
James Dungey

James Wynne Dungey (30. Januar 1923 – 9. Mai 2015) war ein britischer Physiker.

## Leben
Dungey studierte am Magdalene College der University of Cambridge und erhielt dort seinen Master of Arts und seinen Ph.D. Von 1950 bis 1953 arbeitete er an der Universität Sydney, von 1953 bis 1954 an der Pennsylvania State University und 1954 bis 1947 in Cambridge. Von 1957 bis 1959 war er Lecturer am King’s College in Newcastle upon Tyne (heute Newcastle University) und von 1959 bis 1963 arbeitete er am Atomic Weapons Research Establishment in Aldermaston. 1963 wechselte er ans Imperial College London, wo er von 1965 bis 1984 Physikprofessor war.
Dungey schlug im Jahre 1961 zur Erklärung von Polarlichtern eine Verbindung zwischen dem Sonnenwind und der Magnetosphäre der Erde vor, indem er einen direkten magnetischen Zusammenhang zwischen beiden herstellte.
Er heiratete 1950 und hat einen Sohn sowie eine Tochter.

## Auszeichnungen
- 1973 Fellow der American Geophysical Union
- 1982 Chapman Medal der Royal Astronomical Society
- 1990 Goldmedaille der Royal Astronomical Society[4]
- 1991 Fleming Medal der American Geophysical Union
- 1994 Ehrenmitglied der European Geophysical Society

## Veröffentlichungen
- Cosmic electrodynamics. Cambridge University Press, Cambridge 1958